# 30100 Christophergo
30100 Christophergo este un asteroid din centura principală de asteroizi.

## Descriere
30100 Christophergo este un asteroid din centura principală de asteroizi. A fost descoperit pe 11 martie 2000 în cadrul proiectului CSS. Asteroidul prezintă o orbită caracterizată de o semiaxă mare de 2,53 ua, o excentricitate de 0,18 și o înclinație de 16,4° în raport cu ecliptica.